# Erica Schultz
Erica Schultz (29 de junio de 1977) es una escritora, rotulista y editora de cómics estadounidense. Es la primera mujer en escribir un cómic de Spawn, y es conocida por su trabajo de escritura en Marvel Comics, en títulos como Daredevil, X-23 y Hallows' Eve.

## Carrera

### Arte y diseño
Schultz trabajó como directora de arte en una agencia de publicidad en la ciudad de Nueva York y luego comenzó a trabajar en Continuity Studios de Neal Adams. Originalmente era animadora del cómic en movimiento Astonishing X-Men de Marvel, pero continuó haciendo trabajos de arte y diseño, incluyendo entintado y coloreado en libros como Batman: Odyssey, The First X-Men, The Coming of the Supermen y Blood.
Schultz también trabajó como rotulista en varios cómics, incluyendo «Batman Zombie» de Neal Adams en Batman: Black and White #1 de DC, «Big Nemo» de Alan Moore y «Red Horse» de Garth Ennis para Electricomics, y rotuló toda la serie Swords of Sorrow. Schultz rotuló los títulos Red Sonja, Dejah Thoris y Vampirella de Dynamite en 2016. En abril de 2019, Schultz fue anunciado como instructora de letras para Comics Experience.

### Escritura
Entre 2010 y 2011, Schultz cocreó la serie policial M3 de Vices Press, con Vicente Alcázar. Ganó el premio al Mejor Cómic de 2012 en el Festival Internacional de Cine de Burbank.
En 2014, Schultz escribió el guion de Revenge: The Secret Origin of Emily Thorne, la novela gráfica original de Marvel basada en Revenge de ABC, en colaboración con el guionista de la serie de televisión Ted Sullivan. En 2015, Gail Simone eligió a Schultz como una de las muchas escritoras que participarían en la serie crossover Swords of Sorrow de Dynamite Entertainment. Schultz escribió el one-shot Swords of Sorrow: Black Sparrow & Lady Zorro y también coescribió el one-shot Swords of Sorrow: Masquerade & Kato con G. Willow Wilson. Schultz también escribió una historia titulada «Pop Goes the World» para la antología de Vertigo Comics Vertigo Quarterly: SFX #1.
En 2016, Schultz participó en la primera clase del DC Writers Workshop impartida por Scott Snyder. También fue publicada en New Talent Showcase #1 de DC Comics por su historia de Hawkgirl con el artista Sonny Liew. En diciembre de 2016, Dynamite Entertainment anunció que Schultz, junto con la artista Maria Sanapo, relanzarían la serie de cómics Charmed, basada en el programa de televisión que se emitió entre 1998 y 2006. Además del lanzamiento de Charmed: A Thousand Deaths de Schultz en 2017, fue escritora colaboradora de Destiny, NY Volumen 2 de Space Between Entertainment.
En marzo de 2018, Schultz fue anunciada como colaboradora de la antología benéfica Where We Live Las Vegas Shooting de Image Comics, y en abril, Action Lab Comics anunció que la serie de cómics Twelve Devils Dancing de Schultz con el artista Dave Acosta se estrenaría bajo su sello Action Lab/Danger Zone. En mayo de 2018, Schultz fue anunciado como la nueva escritora de Xena: Warrior Princess de Dynamite Entertainment a partir del número 6 y como la escritora de Daredevil Annual 2018 de Marvel.
En agosto de 2019, Schultz fue anunciada como profesor de escritura y narración de cuentos para la Escuela Kubert. La historia de Schultz, «Future Shocks: The Switch», se incluyó en 2000 AD Prog 2145, publicado en agosto de 2019. En octubre, ComiXology anunció que la miniserie de Schultz, Forgotten Home, sería exclusiva de los cómics digitales ComiXology Originals de la plataforma. Desde entonces, Forgotten Home ha sido nominada a cinco premios Ringo 2020, incluidos Mejor escritor (Schultz), Mejor entintador (Marika Cresta), Mejor artista de portada (Natasha Alterici), Mejor rotulista (Cardinal Rae) y Mejor serie.
En febrero de 2020, Schultz fue anunciada como editora de Mad Cave Studios. En mayo de 2021, Schultz lanzó una campaña de Kickstarter para financiar una novela gráfica original titulada The Deadliest Bouquet. A finales de 2021, Aftershock Comics anunció una nueva serie para 2022 titulada Bylines in Blood, coescrita por Schultz y Van Jensen. Luego, en diciembre de 2021, Marvel proporcionó un cómic digital gratuito en colaboración con Citizen titulado The Power of Light escrito por Schultz.
En mayo de 2022, Image Comics anunció que The Deadliest Bouquet se relanzaría como números mensuales publicados por Image en agosto. En julio, Marvel lanzó Moon Knight Black, White & Blood #3 que incluye la historia corta de Schultz «Wrong Turn» centrada en Jake Lockley, ilustrada por el artista David López. Este número fue nominado al premio Eisner 2023 como mejorPremio Eisner número individual. Durante la Comic Con de Nueva York de 2022, Marvel reveló que SchultMarvel Comics z escribiría una miniserie de 5 números, X-23: Deadly Regenesis, ñ así como una nueva miniserie llamada Hallows' Eve, y que ambos cómics se lanzarían en marzo de 2023.
En abril de 2023, Marvel reveló que Schultz escribiría What If...? Dark: Moon Knight #1 con arte de Edgar Salazar, que se lanzaría en agosto de ese año. Luego, en mayo de 2023, Marvel anunció que Schultz escribiría Amazing Spider-Man Annual #1, que también se lanzó en agosto de 2023, con arte de Julian Shaw. También en mayo, Schultz, junto con otros colegas, recibió una nominación al premio Will Eisner Comic Industry Award 2023 por su cómic Moon Knight Black, White & Blood #3 en la categoría de Mejor número único/One Shot. En la segunda mitad de 2023, Mad Cave Studios lanzó la novela gráfica Paper Planes de Jennie Wood y Dozerdraws bajo su sello Maverick, editada por Schultz. En el otoño de 2023, se reveló que Schultz era la escritora de Daredevil: Gang War como parte del evento cruzado más grande de la serie Amazing Spider-Man. En NYCC 2023, el panel de Todd McFarlane anunció que Schultz sería la primera mujer en escribir un cómic de Spawn en la historia de la franquicia. La nueva serie Rat City con el artista Zé Carlos se lanzó en la primavera de 2024.
En la SDCC 2024, Marvel anunció que una serie continua en solitario centrada en Laura se desarrollará a partir de los eventos de NYX (vol. 2); Schultz, con la artista Giada Belviso, volverá a escribir Laura Kinney: Wolverine, cuyo lanzamiento está previsto para diciembre de 2024.

## Obras
- M3 (#1-#12) (Vices Press, 2011) - M3 #1 Ganó el premio al Mejor Cómic en el Festival Internacional de Cine de Burbank
- Odyssey Presents: Valkyrie vs. Venus #1 (TidalWave Productions, 2012)
- Revenge: The Secret Origin of Emily Thorne (Marvel, 2014) - Coescritora junto con Ted Sullivan
- The Unauthorized Biography of Winston Churchill: A Documentary (Vices Press, 2014)
- Rise #2 «Brothers In Arms» (Northwest Press, 2015)
- Vertigo Quarterly: SFX #1 «Pop Goes The World» (Vertigo/DC, 2015)
- Swords of Sorrow: Masquerade & Kato (Dynamite Entertainment, 2015) - Coescritora junto con G. Willow Wilson
- Swords of Sorrow: Black Sparrow & Lady Zorro (Dynamite Entertainment, 2015)
- Cheese: A Love Story (Vices Press, 2015)
- The 27 Club: A Comics Anthology «A Seminal Vintage» (Action Lab Entertainment and Red Stylo Media, 2015) - Nominado en 2016 a un Harvey Award a Mejor Antología
- Swords of Sorrow: The Complete Saga TPB (Dynamite Entertainment, 2016)
- Aw Yeah Comic! #12 «Boss Appreciation Day» (Aw Yeah Comics! 2016)
- New Talent Showcase #1 «Hawkgirl: Weapons of War» (DC Comics, 2016)
- Charmed: A Thousand Deaths (#1-#5 & TPB) (Dynamite Entertainment, 2017)
- Where We Live: A Benefit for the Survivors in Las Vegas «Daddy's Little Girl» (Image Comics, 2018) - Ganadora del Ringo Award a Mejor Antología en 2019
- Oneshi Press Quarterly Anthology #4 «Heartbreaker» (Oneshi Press, 2018)
- Oneshi Press Quarterly Anthology #5 «Gabrielle» (Oneshi Press, 2018)
- Twelve Devils Dancing (#1-#6) (Action Lab Danger Zone, 2018)
- Xena: Warrior Princess Vol. 2 (Dynamite Entertainment, 2018)
- Daredevil Annual (Marvel, 2018)
- Corpus: A Comic Anthology of Bodily Ailments «This is How it Feels» (Corpus, 2018)
- Destiny, NY Vol. 2 «Sister, Sister» (Space Between Entertainment, 2018)
- This Nightmare Kills Fascists «Bishop Takes Rook; Knight Takes Pawn» (A Wave Blue World, 2018)
- Twelve Devils Dancing TPB (Action Lab Danger Zone, 2019)
- The Good Fight «Long Overdue» (Adam Ferris Productions, 2019)
- Marvel Universe: Time and Again TPB (Marvel, 2019)
- 2000 AD Prog 2145 «Future Shock: The Switch» (2000 AD, 2019)
- Bettie Page Halloween Special «War of the Worlds» (Dynamite Entertainment, 2019)
- Strange Tails (Vices Press, 2019) - Nominado en 2020 a un Ringo Award a Mejor Antología
- Forgotten Home (Vices Press, comiXology Originals, 2019) - Nominado en 2020 a cinco Ringo Awards en las categorías de Mejor Escritor, Mejor Entintador, Mejor Artista de portada, Mejor Letrista y Mejor Serie
- The Silver Spurs of Oz (Capstone Publishing, 2020)
- Aw Yeah Comics! #14 «All The World's A Stage» (Aw Yeah Comics! 2020)
- Maybe Someday «Ghost in the Apartment» (A Wave Blue World 2020) - Nominado a un Ringo Award a Mejor Antología en 2021
- Legacy of Mandrake (Red 5 Comics, Stonebot Comics, King Features, 2020)
- The Deadliest Bouquet (Vices Press, 2021; Image Comics, 2022)
- The Power of Light (Marvel, 2021)
- Bylines In Blood'& (AfterShock, 2022) - Coescritora junto con Van Jensen
- Moon Knight: Black, White, and Blood (Marvel, 2022)
- X-23: Deadly Regenesis (Marvel, 2023)
- Hallows' Eve (Marvel, 2023)
- What If...? Dark: Moon Knight #1 (Marvel, 2023)
- Hallows' Eve The Big Night #1 (Marvel, 2023)
- Daredevil: Gang War (Marvel, 2023)